# Tercera División de España 1955-56
La temporada 1955–56 de la Tercera División de España de fútbol corresponde a la 19.ª edición del campeonato y se disputó entre el 11 de septiembre de 1955 y el 2 de julio de 1956.

## Sistema de competición
La Tercera División de España 1955-56 fue organizada por la Federación Española de Fútbol (RFEF).
El campeonato contó con la participación de 179 clubes divididos en dieciséis grupos - uno de ellos dividido en dos subgrupos - con distinto número de equipos cada uno. La competición siguió un sistema de liga, de modo que los equipos de cada grupo se enfrentaron entre sí, todos contra todos en dos ocasiones -una en campo propio y otra en campo contrario- sumando un total de 18 y 20 jornadas según el grupo. El orden de los encuentros se decidió por sorteo antes de empezar la competición.
Se estableció una clasificación con arreglo a los puntos obtenidos en cada enfrentamiento, a razón de dos por partido ganado, uno por empatado y ninguno en caso de derrota. En caso de empate a puntos entre dos o más clubes en la clasificación, se tuvo en cuenta el mayor cociente de goles. 
Esta temporada hubo un cambio significativo en el desarrollo de la competición. 
Los dos primeros clasificados de cada grupo disputaron la Fase Final divididos en cuatro grupos de ocho equipos cada uno. Los primeros clasificados de cada grupo ascendieron directamente a Segunda División, mientras que los segundos y terceros jugaron distintas promociones de ascenso. 
Los terceros jugaron una eliminatoria a ida y vuelta ante los dos últimos clasificados de cada grupo de Segunda División.
Los segundos clasificados jugaron una promoción de ascenso en la que también participaron los campeones de los grupos de la promoción de permanencia. En estos grupos de permanencia hubo ascensos a Tercera y descensos a Regional. En la promoción empezaron a eliminarse los equipos que provenían de la ronda de permanencia hasta quedar cuatro, que se enfrentaron finalmente a los segundos clasificados de la Fase Final.

## Clasificaciones

### Grupo I
| Pos. | Equipo           | Pts. | PJ | G  | E | P  | GF | GC | Dif. | Clasificación       |
| ---- | ---------------- | ---- | -- | -- | - | -- | -- | -- | ---- | ------------------- |
| 1    | C. D. Orense     | 24   | 18 | 10 | 4 | 4  | 33 | 18 | +15  | Acceso a Fase final |
| 2    | Turista S. C.    | 24   | 18 | 9  | 6 | 3  | 36 | 22 | +14  | Acceso a Fase final |
| 3    | Arsenal C. F.    | 22   | 18 | 9  | 4 | 5  | 41 | 27 | +14  |                     |
| 4    | Pontevedra C. F. | 20   | 18 | 9  | 2 | 7  | 31 | 31 | 0    |                     |
| 5    | C. D. Juvenil    | 20   | 18 | 7  | 6 | 5  | 28 | 23 | +5   |                     |
| 6    | Club Lemos       | 16   | 18 | 7  | 2 | 9  | 29 | 33 | −4   |                     |
| 7    | Fabril S. D.     | 16   | 18 | 7  | 2 | 9  | 38 | 33 | +5   |                     |
| 8    | Club Puenteareas | 16   | 18 | 5  | 6 | 7  | 18 | 35 | −17  |                     |
| 9    | C. D. Lugo       | 12   | 18 | 6  | 0 | 12 | 33 | 40 | −7   |                     |
| 10   | Brigantium C. F. | 10   | 18 | 3  | 4 | 11 | 22 | 47 | −25  |                     |

 Fuente: Fútbol Regional

### Grupo II
| Pos. | Equipo                    | Pts. | PJ | G  | E | P  | GF | GC | Dif. | Clasificación       |
| ---- | ------------------------- | ---- | -- | -- | - | -- | -- | -- | ---- | ------------------- |
| 1    | Club Langreano            | 29   | 18 | 14 | 1 | 3  | 43 | 14 | +29  | Acceso a Fase final |
| 2    | Real Avilés C. F.         | 28   | 18 | 13 | 2 | 3  | 45 | 16 | +29  | Acceso a Fase final |
| 3    | U. D. El Entrego          | 19   | 18 | 7  | 5 | 6  | 39 | 44 | −5   |                     |
| 4    | Santoña C. F.             | 18   | 18 | 8  | 2 | 8  | 26 | 32 | −6   |                     |
| 5    | S. D. Rayo Cantabria      | 17   | 18 | 7  | 3 | 8  | 38 | 34 | +4   |                     |
| 6    | Club Calzada              | 15   | 18 | 4  | 7 | 7  | 25 | 31 | −6   |                     |
| 7    | Gimnástica de Torrelavega | 14   | 18 | 6  | 2 | 10 | 22 | 31 | −9   |                     |
| 8    | C. D. Turón               | 14   | 18 | 6  | 2 | 10 | 28 | 39 | −11  |                     |
| 9    | Real Titánico             | 14   | 18 | 5  | 4 | 9  | 29 | 36 | −7   |                     |
| 10   | Real Juvencia             | 12   | 18 | 4  | 4 | 10 | 21 | 39 | −18  |                     |

 Fuente: Fútbol Regional

### Grupo III
| Pos. | Equipo           | Pts. | PJ | G  | E  | P  | GF | GC | Dif. | Clasificación       |
| ---- | ---------------- | ---- | -- | -- | -- | -- | -- | -- | ---- | ------------------- |
| 1    | Burgos C. F.     | 35   | 22 | 16 | 3  | 3  | 64 | 21 | +43  | Acceso a Fase final |
| 2    | S. C. D. Durango | 28   | 22 | 11 | 6  | 5  | 37 | 26 | +11  | Acceso a Fase final |
| 3    | C. D. Guecho     | 26   | 22 | 8  | 10 | 4  | 35 | 27 | +8   |                     |
| 4    | Club Erandio     | 26   | 22 | 11 | 4  | 7  | 39 | 31 | +8   |                     |
| 5    | Arenas Club      | 26   | 22 | 10 | 6  | 6  | 38 | 24 | +14  |                     |
| 6    | C. D. Basconia   | 23   | 22 | 8  | 7  | 7  | 46 | 41 | +5   |                     |
| 7    | Club Portugalete | 20   | 22 | 6  | 8  | 8  | 35 | 41 | −6   |                     |
| 8    | Valmaseda C. F.  | 20   | 22 | 9  | 2  | 11 | 35 | 45 | −10  |                     |
| 9    | C. D. Padura     | 18   | 22 | 5  | 8  | 9  | 27 | 39 | −12  |                     |
| 10   | S. D. Begoña     | 16   | 22 | 5  | 6  | 11 | 34 | 44 | −10  |                     |
| 11   | C. D. Villosa    | 14   | 22 | 5  | 4  | 13 | 30 | 50 | −20  |                     |
| 12   | Club Bermeo      | 12   | 22 | 4  | 4  | 14 | 35 | 66 | −31  |                     |

 Fuente: Fútbol Regional

### Grupo IV
| Pos. | Equipo                      | Pts. | PJ | G  | E | P  | GF | GC | Dif. | Clasificación                 |
| ---- | --------------------------- | ---- | -- | -- | - | -- | -- | -- | ---- | ----------------------------- |
| 1    | C. D. Elgóibar              | 33   | 22 | 15 | 3 | 4  | 62 | 28 | +34  | Acceso a Promoción de ascenso |
| 2    | Villafranca U. C.           | 27   | 22 | 12 | 3 | 7  | 51 | 32 | +19  | Acceso a Promoción de ascenso |
| 3    | J. D. Mondragón             | 26   | 22 | 11 | 4 | 7  | 49 | 34 | +15  |                               |
| 4    | C. D. Tudelano              | 26   | 22 | 9  | 8 | 5  | 39 | 29 | +10  |                               |
| 5    | C. D. Calahorra             | 25   | 22 | 11 | 3 | 8  | 37 | 41 | −4   |                               |
| 6    | C. D. Touring               | 22   | 22 | 8  | 6 | 8  | 41 | 34 | +7   |                               |
| 7    | C. D. Oberena               | 21   | 22 | 8  | 5 | 9  | 39 | 42 | −3   |                               |
| 8    | C. D. Peña Sport            | 20   | 22 | 8  | 4 | 10 | 21 | 27 | −6   |                               |
| 9    | C. D. Azcoyen               | 19   | 22 | 5  | 9 | 8  | 33 | 49 | −16  |                               |
| 10   | C. D. Izarra                | 17   | 22 | 4  | 9 | 9  | 26 | 45 | −19  |                               |
| 11   | C. D. Mirandés              | 16   | 22 | 6  | 4 | 12 | 27 | 41 | −14  |                               |
| 12   | C. D. Recreación de Logroño | 12   | 22 | 4  | 4 | 14 | 35 | 58 | −23  |                               |

 Fuente: Fútbol Regional

### Grupo V
| Pos. | Equipo          | Pts. | PJ | G  | E | P  | GF | GC | Dif. | Clasificación       |
| ---- | --------------- | ---- | -- | -- | - | -- | -- | -- | ---- | ------------------- |
| 1    | U. D. Amistad   | 23   | 18 | 9  | 5 | 4  | 31 | 21 | +10  | Acceso a Fase final |
| 2    | Arenas S. D.    | 23   | 18 | 9  | 5 | 4  | 34 | 17 | +17  | Acceso a Fase final |
| 3    | C. D. Calatayud | 23   | 18 | 10 | 3 | 5  | 33 | 25 | +8   |                     |
| 4    | C. D. Tauste    | 19   | 18 | 8  | 3 | 7  | 34 | 35 | −1   |                     |
| 5    | C. D. Binéfar   | 18   | 18 | 8  | 2 | 8  | 40 | 36 | +4   |                     |
| 6    | U. D. Huesca    | 17   | 18 | 7  | 3 | 8  | 33 | 31 | +2   |                     |
| 7    | C. D. Numancia  | 17   | 18 | 7  | 3 | 8  | 34 | 37 | −3   |                     |
| 8    | C. D. Gallur    | 15   | 18 | 7  | 1 | 10 | 28 | 36 | −8   |                     |
| 9    | S. D. Montañesa | 15   | 18 | 7  | 1 | 10 | 26 | 34 | −8   |                     |
| 10   | Utebo C. F.     | 10   | 18 | 4  | 2 | 12 | 22 | 43 | −21  |                     |

 Fuente: Fútbol Regional

### Grupo VI
| Pos. | Equipo           | Pts. | PJ | G  | E | P  | GF | GC | Dif. | Clasificación       |
| ---- | ---------------- | ---- | -- | -- | - | -- | -- | -- | ---- | ------------------- |
| 1    | C. D. Manresa    | 29   | 22 | 11 | 7 | 4  | 49 | 27 | +22  | Acceso a Fase final |
| 2    | Gerona C. F.     | 29   | 22 | 12 | 5 | 5  | 50 | 33 | +17  | Acceso a Fase final |
| 3    | C. E. Europa     | 27   | 22 | 12 | 3 | 7  | 48 | 29 | +19  |                     |
| 4    | U. D. Artiguense | 26   | 22 | 13 | 0 | 9  | 55 | 52 | +3   |                     |
| 5    | C. F. Badalona   | 25   | 22 | 10 | 5 | 7  | 45 | 42 | +3   |                     |
| 6    | C. D. Moncada    | 22   | 22 | 9  | 4 | 9  | 35 | 43 | −8   |                     |
| 7    | U. D. Sans       | 22   | 22 | 7  | 8 | 7  | 40 | 41 | −1   |                     |
| 8    | U. D. Vich       | 21   | 22 | 8  | 5 | 9  | 40 | 45 | −5   |                     |
| 9    | C. D. Mataró     | 20   | 22 | 9  | 2 | 11 | 40 | 51 | −11  |                     |
| 10   | C. D. Puigreig   | 18   | 22 | 7  | 4 | 11 | 40 | 54 | −14  |                     |
| 11   | C. D. Júpiter    | 17   | 22 | 5  | 7 | 10 | 28 | 45 | −17  |                     |
| 12   | U. A. Horta      | 8    | 22 | 3  | 2 | 17 | 30 | 48 | −18  |                     |

 Fuente: Fútbol Regional

### Grupo VII
| Pos. | Equipo                    | Pts. | PJ | G  | E | P  | GF | GC | Dif. | Clasificación       |
| ---- | ------------------------- | ---- | -- | -- | - | -- | -- | -- | ---- | ------------------- |
| 1    | C. D. Granollers          | 28   | 22 | 11 | 6 | 5  | 55 | 39 | +16  | Acceso a Fase final |
| 2    | C. D. Tortosa             | 27   | 22 | 12 | 3 | 7  | 49 | 36 | +13  | Acceso a Fase final |
| 3    | C. F. Amposta             | 27   | 22 | 12 | 3 | 7  | 49 | 34 | +15  |                     |
| 4    | Gimnástico de Tarragona   | 26   | 22 | 11 | 4 | 7  | 36 | 31 | +5   |                     |
| 5    | C. F. Hércules Hospitalet | 25   | 22 | 11 | 3 | 8  | 54 | 42 | +12  |                     |
| 6    | U. D. Pueblo Seco         | 22   | 22 | 9  | 4 | 9  | 32 | 41 | −9   |                     |
| 7    | C. D. La Cava             | 21   | 22 | 10 | 1 | 11 | 51 | 40 | +11  |                     |
| 8    | C. D. San Andrés          | 20   | 22 | 8  | 4 | 10 | 33 | 36 | −3   |                     |
| 9    | C. F. Reus Deportivo      | 19   | 22 | 7  | 5 | 10 | 38 | 51 | −13  |                     |
| 10   | U. D. San Martín          | 18   | 22 | 6  | 6 | 10 | 41 | 44 | −3   |                     |
| 11   | Atlético Pueblo Nuevo     | 18   | 22 | 7  | 4 | 11 | 34 | 52 | −18  |                     |
| 12   | C. F. Mollet              | 13   | 22 | 6  | 1 | 15 | 26 | 52 | −26  |                     |

 Fuente: Fútbol Regional

### Grupo VIII

#### Mallorca
| Pos. | Equipo                  | Pts. | PJ | G  | E | P  | GF | GC | Dif. | Clasificación                            |
| ---- | ----------------------- | ---- | -- | -- | - | -- | -- | -- | ---- | ---------------------------------------- |
| 1    | C. D. Atlético Baleares | 27   | 18 | 12 | 3 | 3  | 57 | 34 | +23  | Acceso a Play-off Balear para Fase final |
| 2    | R. C. D. Mallorca       | 25   | 18 | 11 | 3 | 4  | 50 | 31 | +19  | Acceso a Play-off Balear para Fase final |
| 3    | U. D. Poblense          | 19   | 18 | 8  | 3 | 7  | 43 | 40 | +3   |                                          |
| 4    | C. D. Manacor           | 18   | 18 | 7  | 4 | 7  | 33 | 32 | +1   |                                          |
| 5    | C. D. España            | 18   | 18 | 8  | 2 | 8  | 34 | 32 | +2   |                                          |
| 6    | C. D. Soledad           | 16   | 18 | 6  | 4 | 8  | 29 | 39 | −10  |                                          |
| 7    | C. D. Constancia        | 15   | 18 | 7  | 1 | 10 | 35 | 43 | −8   |                                          |
| 8    | C. D. Binissalem        | 15   | 18 | 5  | 5 | 8  | 28 | 39 | −11  |                                          |
| 9    | C. D. Santañí           | 14   | 18 | 7  | 0 | 11 | 24 | 38 | −14  |                                          |
| 10   | U. D. Porreras          | 13   | 18 | 5  | 3 | 10 | 30 | 35 | −5   |                                          |

 Fuente: Fútbol Regional

#### Menorca
| Pos. | Equipo                  | Pts. | PJ | G | E | P | GF | GC | Dif. | Clasificación                            |
| ---- | ----------------------- | ---- | -- | - | - | - | -- | -- | ---- | ---------------------------------------- |
| 1    | U. D. Mahón             | 14   | 8  | 7 | 0 | 1 | 26 | 11 | +15  | Acceso a Play-off Balear para Fase final |
| 2    | C. D. Menorca           | 10   | 8  | 4 | 2 | 2 | 15 | 12 | +3   |                                          |
| 3    | C. D. Alayor            | 8    | 8  | 2 | 4 | 2 | 14 | 14 | 0    |                                          |
| 4    | C. D. Ciudadela         | 7    | 8  | 3 | 1 | 4 | 14 | 20 | −6   |                                          |
| 5    | C. D. Minerva Ciudadela | 1    | 8  | 0 | 1 | 7 | 6  | 18 | −12  |                                          |

 Fuente: Fútbol Regional

#### Play-off
|  | Final             |   |   |   |  |
|  |                   |   |   |   |  |
|  | U. D. Mahón       | 1 | 5 | 2 |  |
|  | U. D. Mahón       | 1 | 5 | 2 |  |
|  | R. C. D. Mallorca | 5 | 1 | 1 |  |
|  | R. C. D. Mallorca | 5 | 1 | 1 |  |

### Grupo IX
| Pos. | Equipo                 | Pts. | PJ | G  | E | P  | GF | GC | Dif. | Clasificación       |
| ---- | ---------------------- | ---- | -- | -- | - | -- | -- | -- | ---- | ------------------- |
| 1    | Levante U. D.          | 28   | 18 | 12 | 4 | 2  | 43 | 17 | +26  | Acceso a Fase final |
| 2    | Alicante C. F.         | 26   | 18 | 12 | 2 | 4  | 48 | 22 | +26  | Acceso a Fase final |
| 3    | C. F. Gandía           | 19   | 18 | 9  | 1 | 8  | 27 | 24 | +3   |                     |
| 4    | C. D. Alcoyano         | 19   | 18 | 8  | 3 | 7  | 26 | 22 | +4   |                     |
| 5    | C. D. Acero            | 18   | 18 | 8  | 2 | 8  | 30 | 29 | +1   |                     |
| 6    | C. D. Burriana         | 15   | 18 | 6  | 3 | 9  | 23 | 33 | −10  |                     |
| 7    | U. D. Alcira           | 15   | 18 | 6  | 3 | 9  | 30 | 38 | −8   |                     |
| 8    | Onteniente C. F.       | 14   | 18 | 5  | 4 | 9  | 28 | 34 | −6   |                     |
| 9    | Albacete Balompié      | 13   | 18 | 6  | 1 | 11 | 27 | 39 | −12  |                     |
| 10   | Peña Deportiva Soriano | 13   | 18 | 5  | 3 | 10 | 22 | 46 | −24  |                     |

 Fuente: Fútbol Regional

### Grupo X
| Pos. | Equipo                   | Pts. | PJ | G  | E | P  | GF | GC | Dif. | Clasificación       |
| ---- | ------------------------ | ---- | -- | -- | - | -- | -- | -- | ---- | ------------------- |
| 1    | C. D. Eldense            | 33   | 22 | 16 | 1 | 5  | 88 | 23 | +65  | Acceso a Fase final |
| 2    | U. D. Cartagenera        | 31   | 22 | 15 | 1 | 6  | 74 | 41 | +33  | Acceso a Fase final |
| 3    | Elche C. F.              | 31   | 22 | 15 | 1 | 6  | 64 | 30 | +34  |                     |
| 4    | Hellín Deportivo         | 30   | 22 | 13 | 4 | 5  | 57 | 28 | +29  |                     |
| 5    | Novelda C. F.            | 27   | 22 | 12 | 3 | 7  | 48 | 37 | +11  |                     |
| 6    | C. D. Lorca              | 25   | 22 | 12 | 1 | 9  | 40 | 40 | 0    |                     |
| 7    | Callosa Deportiva C. F.  | 17   | 22 | 7  | 3 | 12 | 38 | 53 | −15  |                     |
| 8    | Imperial C. F.           | 17   | 22 | 6  | 5 | 11 | 37 | 51 | −14  |                     |
| 9    | C. D. Yeclano            | 16   | 22 | 7  | 2 | 13 | 34 | 64 | −30  |                     |
| 10   | S. D. Almansa            | 15   | 22 | 7  | 1 | 14 | 38 | 71 | −33  |                     |
| 11   | Orihuela Deportiva C. F. | 11   | 22 | 3  | 5 | 14 | 32 | 68 | −36  |                     |
| 12   | Cieza C. F.              | 11   | 22 | 4  | 3 | 15 | 33 | 75 | −42  |                     |

 Fuente: Fútbol Regional

### Grupo XI
| Pos. | Equipo                      | Pts. | PJ | G  | E | P  | GF | GC | Dif. | Clasificación       |
| ---- | --------------------------- | ---- | -- | -- | - | -- | -- | -- | ---- | ------------------- |
| 1    | Algeciras C. F.             | 37   | 22 | 18 | 1 | 3  | 79 | 27 | +52  | Acceso a Fase final |
| 2    | R. B. Linense               | 30   | 22 | 15 | 0 | 7  | 78 | 30 | +48  | Acceso a Fase final |
| 3    | Peñarroya-Pueblonuevo C. F. | 25   | 22 | 10 | 5 | 7  | 50 | 47 | +3   |                     |
| 4    | C. D. Puerto                | 25   | 22 | 11 | 3 | 8  | 39 | 45 | −6   |                     |
| 5    | C. D. Utrera                | 23   | 22 | 10 | 3 | 9  | 61 | 49 | +12  |                     |
| 6    | Coria C. F.                 | 22   | 22 | 9  | 4 | 9  | 33 | 39 | −6   |                     |
| 7    | R. C. Recreativo de Huelva  | 22   | 22 | 10 | 2 | 10 | 48 | 43 | +5   |                     |
| 8    | Recreativo Portuense        | 21   | 22 | 9  | 3 | 10 | 40 | 37 | +3   |                     |
| 9    | Constantina C. F.           | 19   | 22 | 8  | 3 | 11 | 37 | 60 | −23  |                     |
| 10   | Lora C. F.                  | 16   | 22 | 6  | 4 | 12 | 28 | 55 | −27  |                     |
| 11   | Chiclana C. F.              | 14   | 22 | 6  | 2 | 14 | 27 | 59 | −32  |                     |
| 12   | C. D. Ronda                 | 10   | 22 | 4  | 2 | 16 | 31 | 60 | −29  |                     |

 Fuente: Fútbol Regional

### Grupo XII
| Pos. | Equipo             | Pts. | PJ | G  | E | P  | GF | GC | Dif. | Clasificación       |
| ---- | ------------------ | ---- | -- | -- | - | -- | -- | -- | ---- | ------------------- |
| 1    | Córdoba C. F.      | 34   | 22 | 16 | 2 | 4  | 53 | 18 | +35  | Acceso a Fase final |
| 2    | Atlético Almería   | 28   | 22 | 13 | 2 | 7  | 60 | 31 | +29  | Acceso a Fase final |
| 3    | Úbeda C. F.        | 26   | 22 | 12 | 2 | 8  | 48 | 32 | +16  |                     |
| 4    | C. D. Pontanés     | 25   | 22 | 12 | 1 | 9  | 49 | 34 | +15  |                     |
| 5    | C. D. Iliturgi     | 23   | 22 | 10 | 3 | 9  | 48 | 48 | 0    |                     |
| 6    | Motril C. F.       | 23   | 22 | 11 | 1 | 10 | 42 | 46 | −4   |                     |
| 7    | C. D. Antequerano  | 23   | 22 | 10 | 3 | 9  | 54 | 47 | +7   |                     |
| 8    | Recreativo Granada | 21   | 22 | 9  | 3 | 10 | 33 | 50 | −17  |                     |
| 9    | C. D. Linares      | 19   | 22 | 9  | 1 | 12 | 44 | 55 | −11  |                     |
| 10   | Martos C. F.       | 19   | 22 | 8  | 3 | 11 | 32 | 47 | −15  |                     |
| 11   | Atlético Malagueño | 15   | 22 | 7  | 1 | 14 | 34 | 51 | −17  |                     |
| 12   | Atlético Bastetano | 8    | 22 | 2  | 4 | 16 | 28 | 66 | −38  |                     |

 Fuente: Fútbol Regional

### Grupo XIII
| Pos. | Equipo                  | Pts. | PJ | G  | E | P  | GF | GC | Dif. | Clasificación       |
| ---- | ----------------------- | ---- | -- | -- | - | -- | -- | -- | ---- | ------------------- |
| 1    | S. D. Ceuta             | 30   | 18 | 14 | 2 | 2  | 56 | 16 | +40  | Acceso a Fase final |
| 2    | U. D. Melilla           | 27   | 18 | 13 | 1 | 4  | 56 | 19 | +37  | Acceso a Fase final |
| 3    | Español C. F. de Tetuán | 23   | 18 | 10 | 3 | 5  | 44 | 31 | +13  |                     |
| 4    | Larache C. F.           | 21   | 18 | 10 | 1 | 7  | 36 | 34 | +2   |                     |
| 5    | S. D. África Ceutí      | 17   | 18 | 8  | 1 | 9  | 37 | 36 | +1   |                     |
| 6    | Unión Tangerina         | 16   | 18 | 6  | 4 | 8  | 32 | 31 | +1   |                     |
| 7    | S. D. Villa Nador       | 14   | 18 | 6  | 2 | 10 | 29 | 38 | −9   |                     |
| 8    | C. D. Pescadores        | 14   | 18 | 6  | 2 | 10 | 25 | 50 | −25  |                     |
| 9    | C. D. Alcázar           | 8    | 18 | 5  | 2 | 11 | 15 | 40 | −25  |                     |
| 10   | C. D. Alcazaba          | 6    | 18 | 2  | 2 | 14 | 18 | 53 | −35  |                     |

 Fuente: Fútbol Regional

### Grupo XIV
| Pos. | Equipo                      | Pts. | PJ | G  | E | P  | GF | GC | Dif. | Clasificación       |
| ---- | --------------------------- | ---- | -- | -- | - | -- | -- | -- | ---- | ------------------- |
| 1    | C. D. Don Benito            | 26   | 18 | 12 | 2 | 4  | 53 | 23 | +30  | Acceso a Fase final |
| 2    | C. D. Cacereño              | 26   | 18 | 13 | 0 | 5  | 50 | 22 | +28  | Acceso a Fase final |
| 3    | S. D. Emeritense            | 25   | 18 | 12 | 1 | 5  | 45 | 26 | +19  |                     |
| 4    | C. F. Calvo Sotelo          | 23   | 18 | 11 | 1 | 6  | 50 | 25 | +25  |                     |
| 5    | C. D. Manchego              | 22   | 18 | 11 | 0 | 7  | 42 | 26 | +16  |                     |
| 6    | C. D. Plasencia             | 17   | 18 | 7  | 3 | 8  | 33 | 35 | −2   |                     |
| 7    | C. D. Metalúrgica Extremeña | 15   | 18 | 6  | 3 | 9  | 33 | 37 | −4   |                     |
| 8    | C. D. Villanovense          | 12   | 18 | 5  | 2 | 11 | 32 | 55 | −23  |                     |
| 9    | U. D. Azuaga                | 12   | 18 | 5  | 2 | 11 | 18 | 51 | −33  |                     |
| 10   | C. D. Montijo               | 0    | 18 | 1  | 0 | 17 | 15 | 71 | −56  |                     |

 Fuente: Fútbol Regional

### Grupo XV
| Pos. | Equipo                     | Pts. | PJ | G  | E | P  | GF | GC | Dif. | Clasificación       |
| ---- | -------------------------- | ---- | -- | -- | - | -- | -- | -- | ---- | ------------------- |
| 1    | U. D. Salamanca            | 28   | 18 | 14 | 0 | 4  | 55 | 21 | +34  | Acceso a Fase final |
| 2    | Atlético Palencia          | 25   | 18 | 11 | 3 | 4  | 48 | 38 | +10  | Acceso a Fase final |
| 3    | C. F. Júpiter Leonés       | 21   | 18 | 10 | 1 | 7  | 47 | 34 | +13  |                     |
| 4    | Atlético de Zamora         | 20   | 18 | 8  | 4 | 6  | 32 | 20 | +12  |                     |
| 5    | Recreativo Europa Delicias | 19   | 18 | 9  | 1 | 8  | 43 | 29 | +14  |                     |
| 6    | S. D. Ponferradina         | 18   | 18 | 7  | 4 | 7  | 35 | 34 | +1   |                     |
| 7    | S. D. Gimnástica Segoviana | 15   | 18 | 6  | 3 | 9  | 33 | 47 | −14  |                     |
| 8    | S. D. Unión Castilla       | 12   | 18 | 5  | 2 | 11 | 26 | 48 | −22  |                     |
| 9    | C. D. Béjar Industrial     | 12   | 18 | 5  | 2 | 11 | 27 | 61 | −34  |                     |
| 10   | Real Ávila C. F.           | 10   | 18 | 4  | 2 | 12 | 24 | 48 | −24  |                     |

 Fuente: Fútbol Regional

### Grupo XVI
| Pos. | Equipo               | Pts. | PJ | G  | E | P  | GF | GC | Dif. | Clasificación       |
| ---- | -------------------- | ---- | -- | -- | - | -- | -- | -- | ---- | ------------------- |
| 1    | A. D. Rayo Vallecano | 28   | 18 | 13 | 2 | 3  | 50 | 24 | +26  | Acceso a Fase final |
| 2    | Aranjuez C. F.       | 27   | 18 | 12 | 3 | 3  | 45 | 25 | +20  | Acceso a Fase final |
| 3    | C. D. Toledo         | 22   | 18 | 10 | 2 | 6  | 44 | 32 | +12  |                     |
| 4    | C. D. Leganés        | 20   | 18 | 6  | 8 | 4  | 29 | 29 | 0    |                     |
| 5    | C. D. Carabanchel    | 17   | 18 | 7  | 3 | 8  | 39 | 40 | −1   |                     |
| 6    | C. D. Guadalajara    | 16   | 18 | 7  | 2 | 9  | 30 | 40 | −10  |                     |
| 7    | C. D. Parque Móvil   | 15   | 18 | 7  | 1 | 10 | 34 | 33 | +1   |                     |
| 8    | C. D. Cuatro Caminos | 14   | 18 | 5  | 4 | 9  | 45 | 53 | −8   |                     |
| 9    | U. D. Girod          | 12   | 18 | 5  | 2 | 11 | 22 | 32 | −10  |                     |
| 10   | U. B. Conquense      | 9    | 18 | 3  | 3 | 12 | 18 | 48 | −30  |                     |

 Fuente: Fútbol Regional

## Fase Final

### Grupo I
| Pos. | Equipo            | Pts. | PJ | G | E | P  | GF | GC | Dif. | Clasificación                                                           |
| ---- | ----------------- | ---- | -- | - | - | -- | -- | -- | ---- | ----------------------------------------------------------------------- |
| 1    | Burgos C. F. (A)  | 21   | 14 | 9 | 3 | 2  | 32 | 15 | +17  | Ascenso a Segunda División                                              |
| 2    | Real Avilés C. F. | 20   | 14 | 9 | 2 | 3  | 34 | 16 | +18  | Acceso a Promoción de ascenso contra campeones de grupos de permanencia |
| 3    | C. D. Orense      | 19   | 14 | 8 | 3 | 3  | 23 | 12 | +11  | Acceso a Promoción de ascenso contra clubes de Segunda División         |
| 4    | U. D. Salamanca   | 18   | 14 | 8 | 2 | 4  | 20 | 13 | +7   |                                                                         |
| 5    | Atlético Palencia | 11   | 14 | 5 | 1 | 8  | 16 | 28 | −12  |                                                                         |
| 6    | Club Langreano    | 10   | 14 | 3 | 4 | 7  | 14 | 20 | −6   |                                                                         |
| 7    | S. C. D. Durango  | 7    | 14 | 3 | 1 | 10 | 18 | 36 | −18  |                                                                         |
| 8    | Turista S. C.     | 6    | 14 | 2 | 2 | 10 | 12 | 29 | −17  |                                                                         |

 Fuente: Fútbol Regional

### Grupo II
| Pos. | Equipo               | Pts. | PJ | G  | E | P  | GF | GC | Dif. | Clasificación                                                           |
| ---- | -------------------- | ---- | -- | -- | - | -- | -- | -- | ---- | ----------------------------------------------------------------------- |
| 1    | Gerona C. F. (A)     | 22   | 14 | 10 | 2 | 2  | 42 | 19 | +23  | Ascenso a Segunda División                                              |
| 2    | A. D. Rayo Vallecano | 19   | 14 | 9  | 1 | 4  | 35 | 20 | +15  | Acceso a Promoción de ascenso contra campeones de grupos de permanencia |
| 3    | C. D. Manresa        | 17   | 14 | 7  | 3 | 4  | 34 | 22 | +12  | Acceso a Promoción de ascenso contra clubes de Segunda División         |
| 4    | Arenas S. D.         | 14   | 14 | 6  | 2 | 6  | 29 | 26 | +3   |                                                                         |
| 5    | C. D. Elgóibar       | 14   | 14 | 6  | 2 | 6  | 22 | 29 | −7   |                                                                         |
| 6    | Villafranca U. C.    | 12   | 14 | 5  | 2 | 7  | 27 | 36 | −9   |                                                                         |
| 7    | Aranjuez C. F.       | 9    | 14 | 3  | 3 | 8  | 32 | 43 | −11  |                                                                         |
| 8    | U. D. Amistad        | 5    | 14 | 2  | 1 | 11 | 13 | 39 | −26  |                                                                         |

 Fuente: Fútbol Regional

### Grupo III
| Pos. | Equipo                  | Pts. | PJ | G  | E | P  | GF | GC | Dif. | Clasificación                                                           |
| ---- | ----------------------- | ---- | -- | -- | - | -- | -- | -- | ---- | ----------------------------------------------------------------------- |
| 1    | Levante U. D. (A)       | 20   | 14 | 10 | 0 | 4  | 37 | 16 | +21  | Ascenso a Segunda División                                              |
| 2    | Alicante C. F.          | 20   | 14 | 9  | 2 | 3  | 22 | 13 | +9   | Acceso a Promoción de ascenso contra campeones de grupos de permanencia |
| 3    | C. D. Eldense           | 17   | 14 | 7  | 3 | 4  | 29 | 18 | +11  | Acceso a Promoción de ascenso contra clubes de Segunda División         |
| 4    | C. D. Atlético Baleares | 14   | 14 | 7  | 0 | 7  | 25 | 31 | −6   |                                                                         |
| 5    | U. D. Cartagenera       | 14   | 14 | 6  | 2 | 6  | 24 | 34 | −10  |                                                                         |
| 6    | U. D. Mahón             | 11   | 14 | 5  | 1 | 8  | 25 | 30 | −5   |                                                                         |
| 7    | C. D. Tortosa           | 9    | 14 | 4  | 1 | 9  | 26 | 28 | −2   |                                                                         |
| 8    | C. D. Granollers        | 7    | 14 | 3  | 1 | 10 | 20 | 38 | −18  |                                                                         |

 Fuente: Fútbol Regional

### Grupo IV
| Pos. | Equipo            | Pts. | PJ | G | E | P | GF | GC | Dif. | Clasificación                                                           |
| ---- | ----------------- | ---- | -- | - | - | - | -- | -- | ---- | ----------------------------------------------------------------------- |
| 1    | Córdoba C. F. (A) | 19   | 14 | 9 | 1 | 4 | 42 | 11 | +31  | Ascenso a Segunda División                                              |
| 2    | R. B. Linense     | 17   | 14 | 8 | 1 | 5 | 32 | 23 | +9   | Acceso a Promoción de ascenso contra campeones de grupos de permanencia |
| 3    | Algeciras C. F.   | 16   | 14 | 8 | 0 | 6 | 35 | 25 | +10  | Acceso a Promoción de ascenso contra clubes de Segunda División         |
| 4    | Atlético Almería  | 16   | 14 | 8 | 0 | 6 | 28 | 23 | +5   |                                                                         |
| 5    | S. D. Ceuta       | 14   | 14 | 6 | 2 | 6 | 38 | 28 | +10  |                                                                         |
| 6    | U. D. Melilla     | 13   | 14 | 6 | 1 | 7 | 19 | 39 | −20  |                                                                         |
| 7    | C. D. Cacereño    | 9    | 14 | 4 | 1 | 9 | 23 | 42 | −19  |                                                                         |
| 8    | C. D. Don Benito  | 8    | 14 | 3 | 2 | 9 | 18 | 41 | −23  |                                                                         |

 Fuente: Fútbol Regional
Notas:
1. ↑  La S. D. Ceuta se fusionó con parte del Atlético Tetuán para formar el Club Atlético de Ceuta que jugó en Segunda División para conservar la plaza tras el fin del Protectorado español sobre Marruecos.
2. ↑  La U. D. Melilla fundada en 1943 se retira y desaparece. El ascenso del Club Deportivo Tesorillo permite que el club siga compitiendo como Melilla Club de Fútbol.

## Promoción de Ascenso
En la promoción de ascenso jugaron Algeciras CF, CD Eldense, CD Manresa y CD Orense; y Club Sestao, CD Logroñés, AD Plus Ultra y CD Castellón como equipos de Segunda División.
La promoción se jugó a doble partido a ida y vuelta con los siguientes resultados:
| 13 de mayo de 1956 | CD Orense | 2:1 | Club Sestao | José Antonio, Orense         |  |
|                    |           |     |             | Asistencia: ??? espectadores |  |

| 20 de mayo de 1956 | Club Sestao | 3:0 | CD Orense | Las Llanas, Sestao           |  |
|                    |             |     |           | Asistencia: ??? espectadores |  |

- El Club Sestao permanece en Segunda división.
- El CD Orense permanece en Tercera división.

| 13 de mayo de 1956 | CD Logroñés | 2:0 | CD Manresa | Las Gaunas, Logroño          |  |
|                    |             |     |            | Asistencia: ??? espectadores |  |

| 20 de mayo de 1956 | CD Manresa | 1:0 | CD Logroñés | El Pujolet, Manresa          |  |
|                    |            |     |             | Asistencia: ??? espectadores |  |

- El CD Logroñés permanece en Segunda división.
- El CD Manresa permanece en Tercera división.

| 13 de mayo de 1956 | AD Plus Ultra | 3:3 | CD Eldense | Velódromo de Ciudad Lineal, Madrid |  |
|                    |               |     |            | Asistencia: ??? espectadores       |  |

| 20 de mayo de 1956 | CD Eldense | 3:0 | AD Plus Ultra | Campo del Parque, Elda       |  |
|                    |            |     |               | Asistencia: ??? espectadores |  |

- El CD Eldense asciende a Segunda división.
- El AD Plus Ultra desciende a Tercera división.

| 13 de mayo de 1956 | CD Castellón | 1:1 | Algeciras CF | Castalia, Castellón          |  |
|                    |              |     |              | Asistencia: ??? espectadores |  |

| 20 de mayo de 1956 | Algeciras CF | 2:2 | CD Castellón | El Mirador, Algeciras        |  |
|                    |              |     |              | Asistencia: ??? espectadores |  |

| 3 de junio de 1956 | CD Castellón | 2:1 | Algeciras CF | Metropolitano, Madrid        |  |
|                    |              |     |              | Asistencia: ??? espectadores |  |

- El CD Castellón permanece en Segunda división.
- El Algeciras CF permanece en Tercera división.

## Promoción de permanencia
Grupo I
| Pos. | Equipo             | Pts. | PJ | G  | E | P | GF | GC | Dif. | Clasificación                                    |
| ---- | ------------------ | ---- | -- | -- | - | - | -- | -- | ---- | ------------------------------------------------ |
| 1    | Club Lemos         | 23   | 18 | 10 | 3 | 5 | 37 | 23 | +14  | Acceso a Promoción de ascenso a Segunda División |
| 2    | Club Gran Peña (A) | 22   | 18 | 10 | 2 | 6 | 41 | 32 | +9   | Ascenso a Tercera División                       |
| 3    | Arsenal C. F.      | 21   | 18 | 9  | 3 | 6 | 40 | 22 | +18  |                                                  |
| 4    | Fabril S. D.       | 19   | 18 | 9  | 1 | 8 | 36 | 33 | +3   |                                                  |
| 5    | Órdenes S. D. (A)  | 17   | 18 | 6  | 5 | 7 | 34 | 40 | −6   | Ascenso a Tercera División                       |
| 6    | C. D. Lugo         | 16   | 18 | 7  | 2 | 9 | 23 | 36 | −13  |                                                  |
| 7    | C. D. Juvenil      | 16   | 18 | 7  | 2 | 9 | 30 | 34 | −4   |                                                  |
| 8    | Brigantium C. F.   | 16   | 18 | 6  | 4 | 8 | 26 | 29 | −3   |                                                  |
| 9    | Pontevedra C. F.   | 15   | 18 | 6  | 3 | 9 | 29 | 38 | −9   |                                                  |
| 10   | Club Puenteareas   | 15   | 18 | 6  | 3 | 9 | 26 | 35 | −9   |                                                  |

 Fuente: Futbolme
Grupo II
| Pos. | Equipo                    | Pts. | PJ | G  | E | P  | GF | GC | Dif. | Clasificación                                    |
| ---- | ------------------------- | ---- | -- | -- | - | -- | -- | -- | ---- | ------------------------------------------------ |
| 1    | Gimnástica de Torrelavega | 25   | 18 | 12 | 1 | 5  | 35 | 13 | +22  | Acceso a Promoción de ascenso a Segunda División |
| 2    | Club Marino de Luanco (A) | 22   | 18 | 8  | 6 | 4  | 29 | 22 | +7   | Ascenso a Tercera División                       |
| 3    | Santoña C. F.             | 22   | 18 | 9  | 4 | 5  | 32 | 23 | +9   |                                                  |
| 4    | U. D. El Entrego          | 21   | 18 | 9  | 3 | 6  | 30 | 27 | +3   |                                                  |
| 5    | Club Calzada              | 18   | 18 | 5  | 8 | 5  | 30 | 36 | −6   |                                                  |
| 6    | S. D. Rayo Cantabria      | 17   | 18 | 8  | 1 | 9  | 27 | 29 | −2   |                                                  |
| 7    | Real Juvencia             | 16   | 18 | 6  | 4 | 8  | 25 | 35 | −10  |                                                  |
| 8    | C. D. Turón               | 16   | 18 | 6  | 4 | 8  | 33 | 37 | −4   |                                                  |
| 9    | Real Titánico             | 14   | 18 | 6  | 2 | 10 | 37 | 37 | 0    |                                                  |
| 10   | C. D. Laredo (A)          | 9    | 18 | 3  | 3 | 12 | 32 | 51 | −19  | Ascenso a Tercera División                       |

 Fuente: Futbolme
Grupo III
| Pos. | Equipo           | Pts. | PJ | G  | E | P  | GF | GC | Dif. | Clasificación                                    |
| ---- | ---------------- | ---- | -- | -- | - | -- | -- | -- | ---- | ------------------------------------------------ |
| 1    | Arenas Club      | 30   | 22 | 13 | 4 | 5  | 39 | 23 | +16  | Acceso a Promoción de ascenso a Segunda División |
| 2    | C. D. Guecho     | 27   | 22 | 10 | 7 | 5  | 30 | 12 | +18  |                                                  |
| 3    | C. D. Basconia   | 27   | 22 | 10 | 7 | 5  | 43 | 24 | +19  |                                                  |
| 4    | S. D. Begoña     | 25   | 22 | 11 | 3 | 8  | 41 | 35 | +6   |                                                  |
| 5    | Club Bermeo      | 24   | 22 | 9  | 6 | 7  | 36 | 39 | −3   |                                                  |
| 6    | Club Portugalete | 23   | 22 | 7  | 9 | 6  | 38 | 29 | +9   |                                                  |
| 7    | Club Erandio     | 23   | 22 | 8  | 7 | 7  | 29 | 29 | 0    |                                                  |
| 8    | C. D. Villosa    | 21   | 22 | 7  | 7 | 8  | 27 | 36 | −9   |                                                  |
| 9    | C. D. Padura     | 21   | 22 | 10 | 1 | 11 | 23 | 33 | −10  |                                                  |
| 10   | S. D. Deusto (A) | 20   | 22 | 9  | 2 | 11 | 34 | 32 | +2   | Ascenso a Tercera División                       |
| 11   | Valmaseda C. F.  | 19   | 22 | 6  | 7 | 9  | 31 | 41 | −10  |                                                  |
| 12   | C. D. Uritarra   | 4    | 22 | 0  | 4 | 18 | 20 | 58 | −38  |                                                  |

 Fuente: Futbolme
Grupo IV
| Pos. | Equipo                          | Pts. | PJ | G  | E | P  | GF | GC | Dif. | Clasificación                                    |
| ---- | ------------------------------- | ---- | -- | -- | - | -- | -- | -- | ---- | ------------------------------------------------ |
| 1    | J. D. Mondragón                 | 29   | 22 | 13 | 3 | 6  | 62 | 32 | +30  | Acceso a Promoción de ascenso a Segunda División |
| 2    | C. D. Touring                   | 29   | 22 | 11 | 7 | 4  | 70 | 44 | +26  |                                                  |
| 3    | C. D. Tudelano                  | 27   | 22 | 12 | 3 | 7  | 49 | 36 | +13  |                                                  |
| 4    | C. D. Oberena                   | 23   | 22 | 10 | 3 | 9  | 43 | 39 | +4   |                                                  |
| 5    | C. D. Hernani (A)               | 23   | 22 | 8  | 7 | 7  | 45 | 42 | +3   | Ascenso a Tercera División                       |
| 6    | C. D. Peña Sport                | 23   | 22 | 9  | 5 | 8  | 36 | 45 | −9   |                                                  |
| 7    | C. D. Mirandés                  | 23   | 22 | 10 | 3 | 9  | 40 | 34 | +6   |                                                  |
| 8    | C. D. Iruña (A)                 | 20   | 22 | 6  | 8 | 8  | 45 | 42 | +3   | Ascenso a Tercera División                       |
| 9    | C. D. Calahorra                 | 20   | 22 | 8  | 4 | 10 | 42 | 54 | −12  |                                                  |
| 10   | C. D. Azcoyen                   | 19   | 22 | 9  | 1 | 12 | 36 | 46 | −10  |                                                  |
| 11   | C. D. Izarra (D)                | 18   | 22 | 6  | 6 | 10 | 26 | 39 | −13  | Descenso a Regional                              |
| 12   | C. D. Recreación de Logroño (D) | 10   | 22 | 4  | 2 | 16 | 25 | 66 | −41  | Descenso a Regional                              |

 Fuente: Futbolme
Grupo V
| Pos. | Equipo              | Pts. | PJ | G  | E | P  | GF | GC | Dif. | Clasificación                                    |
| ---- | ------------------- | ---- | -- | -- | - | -- | -- | -- | ---- | ------------------------------------------------ |
| 1    | Utebo C. F.         | 29   | 22 | 13 | 3 | 6  | 43 | 29 | +14  | Acceso a Promoción de ascenso a Segunda División |
| 2    | C. D. Binéfar       | 29   | 22 | 12 | 5 | 5  | 41 | 29 | +12  | Acceso a Promoción de ascenso a Segunda División |
| 3    | S. D. Montañesa (D) | 29   | 22 | 12 | 5 | 5  | 46 | 28 | +18  | Descenso a Regional                              |
| 4    | C. D. Teruel (A)    | 27   | 22 | 12 | 3 | 7  | 39 | 29 | +10  | Ascenso a Tercera División                       |
| 5    | C. D. Gallur        | 24   | 22 | 11 | 2 | 9  | 42 | 39 | +3   |                                                  |
| 6    | C. D. Tauste        | 24   | 22 | 9  | 6 | 7  | 37 | 34 | +3   |                                                  |
| 7    | C. D. Calatayud     | 23   | 22 | 8  | 7 | 7  | 40 | 38 | +2   |                                                  |
| 8    | U. D. Fraga (A)     | 23   | 22 | 8  | 7 | 7  | 29 | 28 | +1   | Ascenso a Tercera División                       |
| 9    | C. D. Numancia      | 22   | 22 | 8  | 6 | 8  | 39 | 23 | +16  |                                                  |
| 10   | U. D. Huesca (D)    | 18   | 22 | 7  | 4 | 11 | 31 | 24 | +7   | Descenso a Regional                              |
| 11   | U. D. Jaca (A)      | 9    | 22 | 2  | 5 | 15 | 16 | 53 | −37  | Ascenso a Tercera División                       |
| 12   | C. D. Zuera         | 4    | 22 | 2  | 3 | 17 | 20 | 63 | −43  |                                                  |

 Fuente: Futbolme
Notas:
1. ↑  La S. D. Montañesa renunció a su plaza para la siguiente temporada.
2. ↑  El C. D. Teruel ascendió a Tercera por invitación.

Grupo VI
| Pos. | Equipo                  | Pts. | PJ | G  | E | P  | GF | GC | Dif. | Clasificación                                    |
| ---- | ----------------------- | ---- | -- | -- | - | -- | -- | -- | ---- | ------------------------------------------------ |
| 1    | Gimnástico de Tarragona | 29   | 22 | 11 | 7 | 4  | 49 | 27 | +22  | Acceso a Promoción de ascenso a Segunda División |
| 2    | U. D. Artiguense        | 28   | 22 | 12 | 4 | 6  | 47 | 37 | +10  | Ascenso a Tercera División                       |
| 3    | C. D. San Andrés        | 27   | 22 | 12 | 3 | 7  | 40 | 23 | +17  |                                                  |
| 4    | C. D. Moncada           | 25   | 22 | 10 | 5 | 7  | 50 | 44 | +6   |                                                  |
| 5    | U. D. Vich              | 24   | 22 | 11 | 2 | 9  | 40 | 34 | +6   |                                                  |
| 6    | U. D. San Martín        | 23   | 22 | 9  | 5 | 8  | 37 | 37 | 0    |                                                  |
| 7    | U. D. Pueblo Seco       | 23   | 22 | 9  | 5 | 8  | 38 | 34 | +4   |                                                  |
| 8    | C. D. Puigreig          | 21   | 22 | 9  | 3 | 10 | 51 | 56 | −5   |                                                  |
| 9    | C. D. Adrianense        | 17   | 22 | 5  | 7 | 10 | 28 | 41 | −13  |                                                  |
| 10   | U. A. Horta             | 16   | 22 | 7  | 2 | 13 | 39 | 42 | −3   | Descenso a Regional                              |
| 11   | C. F. Mollet            | 15   | 22 | 6  | 3 | 13 | 34 | 54 | −20  |                                                  |
| 12   | C. D. Sallent           | 13   | 22 | 6  | 1 | 15 | 32 | 58 | −26  |                                                  |

 Fuente: Futbolme
Grupo VII
| Pos. | Equipo                    | Pts. | PJ | G  | E | P  | GF | GC | Dif. | Clasificación                                    |
| ---- | ------------------------- | ---- | -- | -- | - | -- | -- | -- | ---- | ------------------------------------------------ |
| 1    | C. F. Badalona            | 33   | 22 | 14 | 5 | 3  | 51 | 20 | +31  | Acceso a Promoción de ascenso a Segunda División |
| 2    | C. D. Europa              | 31   | 22 | 14 | 3 | 5  | 55 | 24 | +31  |                                                  |
| 3    | U. E. Sans                | 31   | 22 | 13 | 5 | 4  | 50 | 28 | +22  |                                                  |
| 4    | C. D. La Cava             | 26   | 22 | 11 | 4 | 7  | 41 | 46 | −5   |                                                  |
| 5    | C. F. Amposta             | 23   | 22 | 10 | 3 | 9  | 46 | 34 | +12  |                                                  |
| 6    | C. D. Mataró              | 22   | 22 | 7  | 8 | 7  | 49 | 43 | +6   |                                                  |
| 7    | C. F. Hércules Hospitalet | 20   | 22 | 7  | 6 | 9  | 40 | 40 | 0    |                                                  |
| 8    | Atlético Pueblo Nuevo     | 18   | 22 | 7  | 4 | 11 | 27 | 47 | −20  |                                                  |
| 9    | C. D. Fabra y Coats (A)   | 18   | 22 | 8  | 2 | 12 | 37 | 48 | −11  | Ascenso a Tercera División                       |
| 10   | C. D. Júpiter             | 18   | 22 | 6  | 6 | 10 | 38 | 47 | −9   |                                                  |
| 11   | C. F. Reus Deportivo      | 17   | 22 | 5  | 7 | 10 | 37 | 48 | −11  |                                                  |
| 12   | U. D. Rapitense (A)       | 7    | 22 | 1  | 5 | 16 | 20 | 66 | −46  | Ascenso a Tercera División                       |

 Fuente: Futbolme
Grupo VIII
| Pos. | Equipo             | Pts. | PJ | G  | E | P  | GF | GC | Dif. | Clasificación                                    |
| ---- | ------------------ | ---- | -- | -- | - | -- | -- | -- | ---- | ------------------------------------------------ |
| 1    | R. C. D. Mallorca  | 35   | 22 | 16 | 3 | 3  | 75 | 23 | +52  | Acceso a Promoción de ascenso a Segunda División |
| 2    | C. D. Constancia   | 28   | 22 | 13 | 2 | 7  | 55 | 32 | +23  |                                                  |
| 3    | U. D. Poblense     | 28   | 22 | 12 | 4 | 6  | 68 | 34 | +34  |                                                  |
| 4    | C. D. Manacor      | 25   | 22 | 10 | 5 | 7  | 51 | 41 | +10  |                                                  |
| 5    | C. D. España       | 25   | 22 | 11 | 3 | 8  | 47 | 39 | +8   |                                                  |
| 6    | C. D. Santañí      | 22   | 22 | 8  | 6 | 8  | 39 | 43 | −4   |                                                  |
| 7    | C. D. Binissalem   | 20   | 22 | 9  | 2 | 11 | 47 | 48 | −1   |                                                  |
| 8    | C. D. Soledad      | 20   | 22 | 9  | 2 | 11 | 51 | 51 | 0    |                                                  |
| 9    | C. D. Murense (A)  | 19   | 22 | 9  | 1 | 12 | 36 | 72 | −36  | Ascenso a Tercera División                       |
| 10   | U. D. Porreras     | 18   | 22 | 6  | 6 | 10 | 44 | 55 | −11  |                                                  |
| 11   | C. F. Sóller (A)   | 14   | 22 | 6  | 2 | 14 | 31 | 66 | −35  | Ascenso a Tercera División                       |
| 12   | C. D. Felanich (A) | 10   | 22 | 4  | 2 | 16 | 39 | 59 | −20  | Ascenso a Tercera División                       |

 Fuente: Futbolme
Grupo IX
| Pos. | Equipo                       | Pts. | PJ | G  | E | P  | GF | GC | Dif. | Clasificación                                    |
| ---- | ---------------------------- | ---- | -- | -- | - | -- | -- | -- | ---- | ------------------------------------------------ |
| 1    | C. F. Gandía                 | 26   | 18 | 12 | 2 | 4  | 53 | 28 | +25  | Acceso a Promoción de ascenso a Segunda División |
| 2    | C. D. Alcoyano               | 24   | 18 | 10 | 4 | 4  | 32 | 20 | +12  |                                                  |
| 3    | C. D. Burriana               | 22   | 18 | 9  | 4 | 5  | 31 | 22 | +9   |                                                  |
| 4    | Albacete Balompié            | 21   | 18 | 9  | 3 | 6  | 37 | 33 | +4   |                                                  |
| 5    | Peña Deportiva Soriano       | 19   | 18 | 9  | 1 | 8  | 32 | 34 | −2   |                                                  |
| 6    | Onteniente C. F.             | 17   | 18 | 7  | 3 | 8  | 29 | 35 | −6   |                                                  |
| 7    | U. D. Alcira                 | 16   | 18 | 7  | 2 | 9  | 40 | 33 | +7   |                                                  |
| 8    | C. D. Acero                  | 16   | 18 | 7  | 2 | 9  | 32 | 35 | −3   |                                                  |
| 9    | Villarreal C. F. (A)         | 12   | 18 | 4  | 4 | 10 | 22 | 35 | −13  | Ascenso a Tercera División                       |
| 10   | C. D. Olímpico de Játiva (A) | 7    | 18 | 1  | 5 | 12 | 21 | 54 | −33  | Ascenso a Tercera División                       |

 Fuente: Futbolme
Grupo X
| Pos. | Equipo                   | Pts. | PJ | G  | E | P  | GF | GC | Dif. | Clasificación                                    |
| ---- | ------------------------ | ---- | -- | -- | - | -- | -- | -- | ---- | ------------------------------------------------ |
| 1    | Elche C. F.              | 29   | 22 | 14 | 1 | 7  | 58 | 38 | +20  | Acceso a Promoción de ascenso a Segunda División |
| 2    | Cieza C. F.              | 25   | 22 | 11 | 3 | 8  | 51 | 49 | +2   |                                                  |
| 3    | Hellín Deportivo         | 25   | 22 | 11 | 3 | 8  | 59 | 32 | +27  |                                                  |
| 4    | Imperial C. F.           | 25   | 22 | 11 | 3 | 8  | 45 | 35 | +10  |                                                  |
| 5    | Novelda C. F.            | 24   | 22 | 10 | 4 | 8  | 56 | 45 | +11  |                                                  |
| 6    | C. D. Yeclano            | 24   | 22 | 11 | 2 | 9  | 46 | 48 | −2   |                                                  |
| 7    | C. D. Lorca              | 23   | 22 | 10 | 3 | 9  | 32 | 30 | +2   |                                                  |
| 8    | U. D. Elda               | 22   | 22 | 10 | 2 | 10 | 42 | 62 | −20  | Ascenso a Tercera División                       |
| 9    | Callosa Deportiva C. F.  | 20   | 22 | 8  | 4 | 10 | 38 | 37 | +1   |                                                  |
| 10   | Orihuela Deportiva C. F. | 18   | 22 | 8  | 2 | 12 | 48 | 52 | −4   |                                                  |
| 11   | Atlético Muleño          | 16   | 22 | 7  | 2 | 13 | 34 | 55 | −21  |                                                  |
| 12   | S. D. Almansa            | 13   | 22 | 5  | 3 | 14 | 51 | 77 | −26  |                                                  |

 Fuente: Futbolme
Grupo XI
| Pos. | Equipo                     | Pts. | PJ | G  | E | P  | GF | GC | Dif. | Clasificación                                    |
| ---- | -------------------------- | ---- | -- | -- | - | -- | -- | -- | ---- | ------------------------------------------------ |
| 1    | R. C. Recreativo de Huelva | 31   | 22 | 14 | 3 | 5  | 62 | 33 | +29  | Acceso a Promoción de ascenso a Segunda División |
| 2    | Coria C. F.                | 28   | 22 | 13 | 2 | 7  | 69 | 34 | +35  |                                                  |
| 3    | Recreativo Portuense       | 25   | 22 | 11 | 3 | 8  | 41 | 34 | +7   |                                                  |
| 4    | C. D. Puerto               | 24   | 22 | 10 | 4 | 8  | 58 | 36 | +22  |                                                  |
| 5    | Puerto Real C. F.          | 24   | 22 | 11 | 2 | 9  | 49 | 41 | +8   | Ascenso a Tercera División                       |
| 6    | C. D. Ronda                | 22   | 22 | 10 | 2 | 10 | 43 | 44 | −1   |                                                  |
| 7    | C. D. Utrera               | 22   | 22 | 10 | 2 | 10 | 48 | 59 | −11  |                                                  |
| 8    | S. D. Marchena Balompié    | 20   | 22 | 10 | 0 | 12 | 42 | 48 | −6   | Ascenso a Tercera División                       |
| 9    | Ayamonte C. F.             | 18   | 22 | 8  | 2 | 12 | 44 | 64 | −20  | Ascenso a Tercera División                       |
| 10   | Lora C. F.                 | 17   | 22 | 6  | 5 | 11 | 40 | 59 | −19  |                                                  |
| 11   | Chiclana C. F.             | 17   | 22 | 6  | 5 | 11 | 42 | 58 | −16  |                                                  |
| 12   | S. D. Olímpica Valverdeña  | 16   | 22 | 7  | 2 | 13 | 32 | 60 | −28  | Ascenso a Tercera División                       |

 Fuente: Futbolme
Grupo XII
| Pos. | Equipo                      | Pts. | PJ | G  | E | P  | GF | GC | Dif. | Clasificación                                    |
| ---- | --------------------------- | ---- | -- | -- | - | -- | -- | -- | ---- | ------------------------------------------------ |
| 1    | C. D. Pontanés              | 27   | 20 | 13 | 1 | 6  | 46 | 23 | +23  | Acceso a Promoción de ascenso a Segunda División |
| 2    | C. D. Antequerano           | 25   | 20 | 12 | 1 | 7  | 50 | 33 | +17  |                                                  |
| 3    | Motril C. F.                | 22   | 20 | 10 | 2 | 8  | 34 | 42 | −8   |                                                  |
| 4    | Úbeda C. F.                 | 22   | 20 | 11 | 0 | 9  | 47 | 35 | +12  |                                                  |
| 5    | Peñarroya-Pueblonuevo C. F. | 22   | 20 | 11 | 0 | 9  | 45 | 33 | +12  |                                                  |
| 6    | Recreativo Granada          | 21   | 20 | 9  | 3 | 8  | 33 | 28 | +5   |                                                  |
| 7    | C. D. Linares               | 21   | 20 | 9  | 3 | 8  | 42 | 40 | +2   |                                                  |
| 8    | C. D. Iliturgi              | 17   | 20 | 8  | 1 | 11 | 40 | 43 | −3   |                                                  |
| 9    | Atlético Malagueño          | 17   | 20 | 8  | 1 | 11 | 33 | 39 | −6   |                                                  |
| 10   | Atlético Bastetano          | 15   | 20 | 7  | 1 | 12 | 34 | 59 | −25  |                                                  |
| 11   | C. D. Guardia de Franco (A) | 11   | 20 | 5  | 1 | 14 | 33 | 59 | −26  | Ascenso a Tercera División                       |
| 12   | Martos C. F. (D)            | 0    | 0  | 0  | 0 | 0  | 0  | 0  | 0    | Descenso a Regional                              |

 Fuente: Futbolme
Notas:
1. ↑  El C. D. Guardia de Franco fue renombrado como Atlético Cordobés para la siguiente temporada
2. ↑  El Martos C. F. se retiró y fue disuelto al finalizar la temporada

Grupo XIII Occidental
| Pos. | Equipo                   | Pts. | PJ | G | E | P | GF | GC | Dif. | Clasificación              |
| ---- | ------------------------ | ---- | -- | - | - | - | -- | -- | ---- | -------------------------- |
| 1    | S. D. África Ceutí       | 17   | 12 | 6 | 5 | 1 | 30 | 12 | +18  |                            |
| 2    | Larache C. F.            | 15   | 12 | 6 | 3 | 3 | 33 | 23 | +10  |                            |
| 3    | Español C. F. de Tetuán  | 13   | 12 | 6 | 1 | 5 | 20 | 15 | +5   |                            |
| 4    | Club Imperio Riffien (A) | 12   | 12 | 4 | 4 | 4 | 20 | 19 | +1   | Ascenso a Tercera División |
| 5    | Unión Tangerina          | 12   | 12 | 5 | 2 | 5 | 18 | 21 | −3   |                            |
| 6    | C. D. Alcazaba           | 11   | 12 | 3 | 5 | 4 | 12 | 24 | −12  |                            |
| 7    | C. D. Atlas              | 4    | 12 | 1 | 2 | 9 | 9  | 28 | −19  |                            |

 Fuente: Futbolme
Notas:
1. 1 2 3 4 5  El equipo pasó a jugar en el fútbol de Marruecos tras el final del Protectorado español

Grupo XIII Oriental
| Pos. | Equipo               | Pts. | PJ | G | E | P | GF | GC | Dif. | Clasificación              |
| ---- | -------------------- | ---- | -- | - | - | - | -- | -- | ---- | -------------------------- |
| 1    | S. D. Villa Nador    | 6    | 4  | 2 | 2 | 0 | 10 | 5  | +5   |                            |
| 2    | C. D. Tesorillo (A)  | 5    | 4  | 2 | 1 | 1 | 4  | 5  | −1   | Ascenso a Tercera División |
| 3    | C. D. Pescadores (D) | 1    | 4  | 0 | 1 | 3 | 3  | 7  | −4   | Descenso a Regional        |
| 4    | C. D. Villa Sanjurjo | 0    | 0  | 0 | 0 | 0 | 0  | 0  | 0    |                            |

 Fuente: Futbolme
Notas:
1. ↑  El equipo pasó a jugar en el fútbol de Marruecos tras el final del Protectorado español
2. ↑  Tras ascender el equipo fue renombrado como Melilla Club de Fútbol
3. ↑  El equipo se retiró de la competición

Final Grupo XIII
| 6 de mayo de 1956 | S. D. Villa Nador | 1:1 | S. D. África Ceutí |                              |  |
|                   |                   |     |                    | Asistencia: ??? espectadores |  |

| 13 de mayo de 1956 | S. D. África Ceutí | 3:1 | S. D. Villa Nador |                              |  |
|                    |                    |     |                   | Asistencia: ??? espectadores |  |

- El SD África Ceutí se clasifica a la Promoción de Ascenso a Segunda División.

Grupo XIV
| Pos. | Equipo                      | Pts. | PJ | G  | E | P  | GF | GC | Dif. | Clasificación                                    |
| ---- | --------------------------- | ---- | -- | -- | - | -- | -- | -- | ---- | ------------------------------------------------ |
| 1    | S. D. Emeritense            | 32   | 18 | 15 | 2 | 1  | 65 | 14 | +51  | Acceso a Promoción de ascenso a Segunda División |
| 2    | C. F. Calvo Sotelo          | 24   | 18 | 11 | 2 | 5  | 43 | 21 | +22  |                                                  |
| 3    | C. D. Plasencia             | 23   | 18 | 11 | 1 | 6  | 48 | 36 | +12  |                                                  |
| 4    | C. D. Manchego              | 20   | 18 | 9  | 2 | 7  | 59 | 30 | +29  |                                                  |
| 5    | Alcázar C. F. (A)           | 18   | 18 | 8  | 2 | 8  | 33 | 57 | −24  | Ascenso a Tercera División                       |
| 6    | C. D. Metalúrgica Extremeña | 17   | 18 | 8  | 1 | 9  | 37 | 41 | −4   |                                                  |
| 7    | U. D. Azuaga                | 17   | 18 | 7  | 3 | 8  | 49 | 39 | +10  |                                                  |
| 8    | C. D. Villanovense          | 10   | 18 | 6  | 0 | 12 | 43 | 54 | −11  |                                                  |
| 9    | Manzanares C. F. (A)        | 10   | 18 | 4  | 2 | 12 | 21 | 74 | −53  | Ascenso a Tercera División                       |
| 10   | Moralo C. F. (A)            | 7    | 18 | 3  | 1 | 14 | 30 | 62 | −32  | Ascenso a Tercera División                       |

 Fuente: Futbolme
Grupo XV
| Pos. | Equipo                                  | Pts. | PJ | G  | E | P  | GF | GC | Dif. | Clasificación                                    |
| ---- | --------------------------------------- | ---- | -- | -- | - | -- | -- | -- | ---- | ------------------------------------------------ |
| 1    | Atlético de Zamora                      | 24   | 18 | 10 | 4 | 4  | 41 | 21 | +20  | Acceso a Promoción de ascenso a Segunda División |
| 2    | Real Ávila C. F.                        | 22   | 18 | 10 | 2 | 6  | 39 | 38 | +1   |                                                  |
| 3    | Recreativo Europa Delicias              | 21   | 18 | 9  | 3 | 6  | 41 | 29 | +12  |                                                  |
| 4    | S. D. Ponferradina                      | 21   | 18 | 10 | 1 | 7  | 36 | 33 | +3   |                                                  |
| 5    | C. D. Juventud del Círculo Católico (A) | 18   | 18 | 7  | 4 | 7  | 40 | 31 | +9   | Ascenso a Tercera División                       |
| 6    | C. D. Astorga (A)                       | 16   | 18 | 7  | 2 | 9  | 31 | 34 | −3   | Ascenso a Tercera División                       |
| 7    | C. D. Béjar Industrial                  | 16   | 18 | 7  | 2 | 9  | 29 | 39 | −10  |                                                  |
| 8    | C. F. Júpiter Leonés                    | 15   | 18 | 5  | 5 | 8  | 30 | 40 | −10  |                                                  |
| 9    | S. D. Unión Castilla                    | 14   | 18 | 5  | 4 | 9  | 32 | 41 | −9   |                                                  |
| 10   | S. D. Gimnástica Segoviana              | 11   | 18 | 5  | 3 | 10 | 35 | 48 | −13  |                                                  |

 Fuente: Futbolme
Grupo XVI
| Pos. | Equipo               | Pts. | PJ | G  | E | P  | GF | GC | Dif. | Clasificación                                    |
| ---- | -------------------- | ---- | -- | -- | - | -- | -- | -- | ---- | ------------------------------------------------ |
| 1    | Agromán C. F. (A)    | 24   | 18 | 10 | 4 | 4  | 38 | 22 | +16  | Acceso a Promoción de ascenso a Segunda División |
| 2    | C. D. Femsa (A)      | 21   | 18 | 8  | 5 | 5  | 32 | 24 | +8   | Ascenso a Tercera División                       |
| 3    | C. D. Carabanchel    | 20   | 18 | 7  | 6 | 5  | 36 | 29 | +7   |                                                  |
| 4    | C. D. Leganés        | 18   | 18 | 8  | 2 | 8  | 26 | 31 | −5   |                                                  |
| 5    | U. B. Conquense      | 18   | 18 | 7  | 4 | 7  | 27 | 41 | −14  |                                                  |
| 6    | C. D. Parque Móvil   | 17   | 18 | 6  | 5 | 7  | 29 | 34 | −5   |                                                  |
| 7    | U. D. Girod          | 16   | 18 | 5  | 6 | 7  | 23 | 40 | −17  |                                                  |
| 8    | C. D. Cuatro Caminos | 16   | 18 | 5  | 6 | 7  | 31 | 40 | −9   |                                                  |
| 9    | C. D. Toledo         | 16   | 18 | 6  | 4 | 8  | 40 | 35 | +5   |                                                  |
| 10   | C. D. Guadalajara    | 14   | 18 | 6  | 2 | 10 | 47 | 43 | +4   |                                                  |

 Fuente: Futbolme
Notas:
1. ↑  El Agromán C. F. ascendió a Tercera División y además jugó la promoción de ascenso a Segunda División. Aunque no lo consiguió, pudo haber logrado ascender dos categorías en una temporada.

## Promoción de Ascenso a Segunda División

### Primera Ronda
Participan los campeones de los grupos de permanencia.
| 27 de mayo de 1956 | Arenas Club | 2:0 | Atlético de Zamora |                              |  |
|                    |             |     |                    | Asistencia: ??? espectadores |  |

| 3 de junio de 1956 | Atlético de Zamora | 2:1 | Arenas Club |                              |  |
|                    |                    |     |             | Asistencia: ??? espectadores |  |

- Arenas Club pasa a la segunda ronda.

| 27 de mayo de 1956 | Club Lemos | 4:2 | Gimnástica de Torrelavega |                              |  |
|                    |            |     |                           | Asistencia: ??? espectadores |  |

| 3 de junio de 1956 | Gimnástica de Torrelavega | 4:0 | Club Lemos |                              |  |
|                    |                           |     |            | Asistencia: ??? espectadores |  |

- Gimnástica de Torrelavega pasa a la segunda ronda.

| 27 de mayo de 1956 | Mondragón CF | 9:0 | Utebo CF |                              |  |
|                    |              |     |          | Asistencia: ??? espectadores |  |

| 3 de junio de 1956 | Utebo CF | 3:0 | Mondragón CF |                              |  |
|                    |          |     |              | Asistencia: ??? espectadores |  |

- Mondragón CF pasa a la segunda ronda.

| 27 de mayo de 1956 | Gimnástico de Tarragona | 3:2 | Agromán CF |                              |  |
|                    |                         |     |            | Asistencia: ??? espectadores |  |

| 3 de junio de 1956 | Agromán CF | 0:1 | Gimnástico de Tarragona |                              |  |
|                    |            |     |                         | Asistencia: ??? espectadores |  |

- Gimnástico de Tarragona pasa a la segunda ronda.

| 27 de mayo de 1956 | CF Badalona | 1:1 | RCD Mallorca |                              |  |
|                    |             |     |              | Asistencia: ??? espectadores |  |

| 3 de junio de 1956 | RCD Mallorca | 8:2 | CF Badalona |                              |  |
|                    |              |     |             | Asistencia: ??? espectadores |  |

- RCD Mallorca pasa a la segunda ronda.

| 27 de mayo de 1956 | CF Gandía | 4:0 | Elche CF |                              |  |
|                    |           |     |          | Asistencia: ??? espectadores |  |

| 3 de junio de 1956 | Elche CF | 2:4 | CF Gandía |                              |  |
|                    |          |     |           | Asistencia: ??? espectadores |  |

- CF Gandía pasa a la segunda ronda.

| 27 de mayo de 1956 | RC Recreativo de Huelva | 3:1 | CP Mérida |                              |  |
|                    |                         |     |           | Asistencia: ??? espectadores |  |

| 3 de junio de 1956 | CP Mérida | 1:1 | RC Recreativo de Huelva |                              |  |
|                    |           |     |                         | Asistencia: ??? espectadores |  |

- RC Recreativo de Huelva pasa a la segunda ronda.

| 27 de mayo de 1956 | CD Pontanés | 4:0 | SD África Ceutí |                              |  |
|                    |             |     |                 | Asistencia: ??? espectadores |  |

| 3 de junio de 1956 | CSD África Ceutí | 0:0 | CD Pontanés |                              |  |
|                    |                  |     |             | Asistencia: ??? espectadores |  |

- CD Pontanés pasa a la segunda ronda.

### Segunda Ronda
| 10 de junio de 1956 | Arenas Club | 1:0 | Gimnástica de Torrelavega |                              |  |
|                     |             |     |                           | Asistencia: ??? espectadores |  |

| 17 de junio de 1956 | Gimnástica de Torrelavega | 3:0 | Arenas Club |                              |  |
|                     |                           |     |             | Asistencia: ??? espectadores |  |

- Gimnástica de Torrelavega pasa a la tercera ronda.

| 10 de junio de 1956 | Mondragón CF | 4:2 | Gimnástico de Tarragona |                              |  |
|                     |              |     |                         | Asistencia: ??? espectadores |  |

| 17 de junio de 1956 | Gimnástico de Tarragona | 5:0 | Mondragón CF |                              |  |
|                     |                         |     |              | Asistencia: ??? espectadores |  |

- Gimnástico de Tarragona pasa a la tercera ronda.

| 10 de junio de 1956 | RCD Mallorca | 4:1 | CF Gandía |                              |  |
|                     |              |     |           | Asistencia: ??? espectadores |  |

| 17 de junio de 1956 | CF Gandía | 3:0 | RCD Mallorca |                              |  |
|                     |           |     |              | Asistencia: ??? espectadores |  |

| 20 de junio de 1956 | CF Gandía | 3:1 | RCD Mallorca |                              |  |
|                     |           |     |              | Asistencia: ??? espectadores |  |

- CF Gandía pasa a la tercera ronda.

| 10 de junio de 1956 | RC Recreativo de Huelva | 2:1 | CD Pontanés |                              |  |
|                     |                         |     |             | Asistencia: ??? espectadores |  |

| 17 de junio de 1956 | CD Pontanés | 2:0 | RC Recreativo de Huelva |                              |  |
|                     |             |     |                         | Asistencia: ??? espectadores |  |

- CD Pontanés pasa a la tercera ronda.

### Tercera Ronda
Entran los subcampeones de la Fase Final.
| 24 de junio de 1956 | Gimnástica de Torrelavega | 0:3 | Real Avilés CF |                              |  |
|                     |                           |     |                | Asistencia: ??? espectadores |  |

| 29 de junio de 1956 | Real Avilés CF | 4:1 | Gimnástica de Torrelavega |                              |  |
|                     |                |     |                           | Asistencia: ??? espectadores |  |

- Real Avilés CF asciende a Segunda división.

| 24 de junio de 1956 | Gimnástico de Tarragona | 2:1 | AD Rayo Vallecano |                              |  |
|                     |                         |     |                   | Asistencia: ??? espectadores |  |

| 29 de junio de 1956 | AD Rayo Vallecano | 5:2 | Gimnástico de Tarragona |                              |  |
|                     |                   |     |                         | Asistencia: ??? espectadores |  |

- AD Rayo Vallecano asciende a Segunda división.

| 24 de junio de 1956 | CF Gandía | 3:7 | Alicante CF |                              |  |
|                     |           |     |             | Asistencia: ??? espectadores |  |

| 29 de junio de 1956 | Alicante CF | 0:0 | CF Gandía |                              |  |
|                     |             |     |           | Asistencia: ??? espectadores |  |

- Alicante CF asciende a Segunda división.

| 24 de junio de 1956 | CD Pontanés | 2:0 | RB Linense |                              |  |
|                     |             |     |            | Asistencia: ??? espectadores |  |

| 29 de junio de 1956 | RB Linense | 2:0 | CD Pontanés |                              |  |
|                     |            |     |             | Asistencia: ??? espectadores |  |

| 2 de julio de 1956 | CD Pontanés | 1:0 | RB Linense |                              |  |
|                    |             |     |            | Asistencia: ??? espectadores |  |

- CD Pontanés asciende a Segunda División.